# Magic Dice
Magic Dice je počítačová hra pro počítače Sinclair ZX Spectrum a kompatibilní (například Didaktik). Jedná se o hru českého původu, autorem je programátorská skupina GCC. Vydavatelem hry byla společnost Proxima – Software, hra byla vydána v roce 1993 jako součást souboru her Tango.
Hra je variantou hry Tetris, kde místo seskupení čtyř čtverečků hráči padají jednotlivé čtverečky s jednou až šesti tečkami jako na hrací kostce. Úkolem hráče je z těchto kostek předepsané sestavy, které jsou: alespoň tři stejné kostky vodorovně vedle sebe, alespoň tři kostky tvořící nepřerušenou číselnou řadu vodorovně, alespoň tři kostky tvořící nepřerušenou číselnou řadu svisle. Po sestavení nějaké sestavy tato zmizí a uvolní se místo. Hráč plní současně tři úkoly - během jedné úrovně hry mu musí spadnout předepsaný počet kostek, musí sestavit předepsaný počet sestavy alespoň tří stejných kostek vodorovně vedle sebe a předepsaný počet sestavy alespoň tří kostek tvořících nepřerušenou číselnou řadu svisle. Herní úroveň nekončí splněním cílů, ale zaplněním zásobníku, kdy se podle splnění nebo nesplnění všech tří úkolů rozhodne o tom, zda hráč pokračuje do dalšího kola nebo hra končí.